# Flexxip
Flexxip byla polská hip hopová skupina. Jejími členy byly Emil Blef (*1981)[zdroj?] a Ten Typ Mes (*1982). Existovala v letech 2001–2008. V roce 2003 získali čtenářskou cenu Ślizger. Koncertovali po celém Polsku a v Berlíně. V roce 2003 se skladba „List“ z alba Ten Typ Mes i Emil Blef - Fach dostala na 3 místo ve SLiPu (Szczecińska Lista Przebojów). Bylo to jejich druhé album, po kterém začali rapeři koncertovat samostatně.

## Diskografie
- 2002 – Flexxip
- 2003 – Ten Typ Mes i Emil Blef - Fach